# عبد الجليل العربي
عبد الجليل العربي (ولد في 29 مايو/أيار 1975) هو مترجمٌ تونسي عن اللغة البرتغالية، يُقيم في لشبونة عاصمة البرتغال.

## حياته
وُلد عبد الجليل العربي في مدينة سليانة بتونس بتاريخ 29 مايو/أيار 1975. يعملُ أستاذًا للغة والأدب العربي المعاصر في جامعة نوفا لشبونة، وهو حاصلٌ على درجة الدكتوراه في الأدب المقارن وباحثٌ في الآداب المقارنة (العربية والمكتوبة باللغة البرتغالية). يُقيم عبد الجليل في لشبونة عاصمة البرتغال منذ عام 2002.

### ترجماته
ترجم عبد الجليل «ديوان الرسالة» (بالبرتغالية: Mensagem) للشاعر فرناندو بيسوا، و«ملحمة اللوزياد» (بالبرتغالية: Os Lusíadas) للشاعر لويس دي كامويس. كما له العديد من الترجمات الروائيَّة، منها:
- «ميتتان لرجل واحد» عام 2015. مُترجمة عن الأصل «A morte e a morte de Quincas Berro d'Água» للكاتب البرازيلي جورجي أمادو.
- «ماراثون الخلود» عام 2015. مُترجمة عن الأصل «Corro para a Eternidade» للكاتب والدبلوماسي البرتغالي أندريه أوليفيرا.
- «بائع الماضي» عام 2016. مُترجمة عن الأصل «O Vendedor de Passados» للكاتب الأنغولي جوزي إدواردوا أغوالوزا[الإنجليزية].
- «هيّا نشترِ شاعرًا» عام 2017. مُترجمة عن الأصل «Vamos Comprar Um Poeta» للكاتب البرتغالي أفونسو كروش.
- «المرأة التي كتبت التوراة» عام 2019. مُترجمة عن الأصل «A Mulher que Escreveu a Biblia» للكاتب البرازيلي مواسير سكليار[الإنجليزية].
- «نصب الدير التذكاري» عام 2020. مُترجمة عن الأصل «Memorial do Convento» للكاتب البرتغالي جوزيه ساراماغو.[5]

صدر له بالتعاون مع الباحث البرتغالي ديليو بروسبرو، وهو أستاذ الدراسات العربية الإسلامية في جامعة لشبونة، «قاموس برتغالي - عربي» (بالبرتغالية: Dicionário de Português-Árabe) عن دار كوليبري للنشر في ديسمبر 2022، وجاء في 544 صفحة ويضم أكثر من 16 ألف مدخل معجمي، وأكثر من 6800 مفردة مرادفة وتوضيحها بما يزيد عن 16 ألفًا و100 مثالًا للمساعدة. يُعد أول معجمٍ برتغاليٍ عربيٍ حديث. (ردمك 9789895661855)